# Pteris livida
Pteris livida är en kantbräkenväxtart som beskrevs av Georg Heinrich Mettenius. Pteris livida ingår i släktet Pteris och familjen Pteridaceae. Inga underarter finns listade.